# The Warning (album Queensrÿche)
The Warning – album grupy Queensrÿche wydany w 1984 roku.

## Lista utworów
1. "Warning" (Geoff Tate, Michael Wilton) – 4:46
2. "En Force" (Chris DeGarmo) – 5:16
3. "Deliverance"  (Wilton) – 3:21
4. "No Sanctuary" (DeGarmo, Tate) – 6:05
5. "NM 156" (DeGarmo, Tate, Wilton) – 4:38
6. "Take Hold of the Flame" (DeGarmo, Tate) – 4:57
7. "Before the Storm" (Tate, Wilton) – 5:13
8. "Child of Fire" (Tate, Wilton) – 4:34
9. "Roads to Madness" (DeGarmo, Tate, Wilton) – 9:40

## Twórcy
- Geoff Tate – śpiew
- Chris DeGarmo – gitara, wokal wspierający
- Michael Wilton – gitara, wokal wspierający
- Eddie Jackson – gitara basowa, wokal wspierający
- Scott Rockenfield – perkusja